# Albert Guillaume

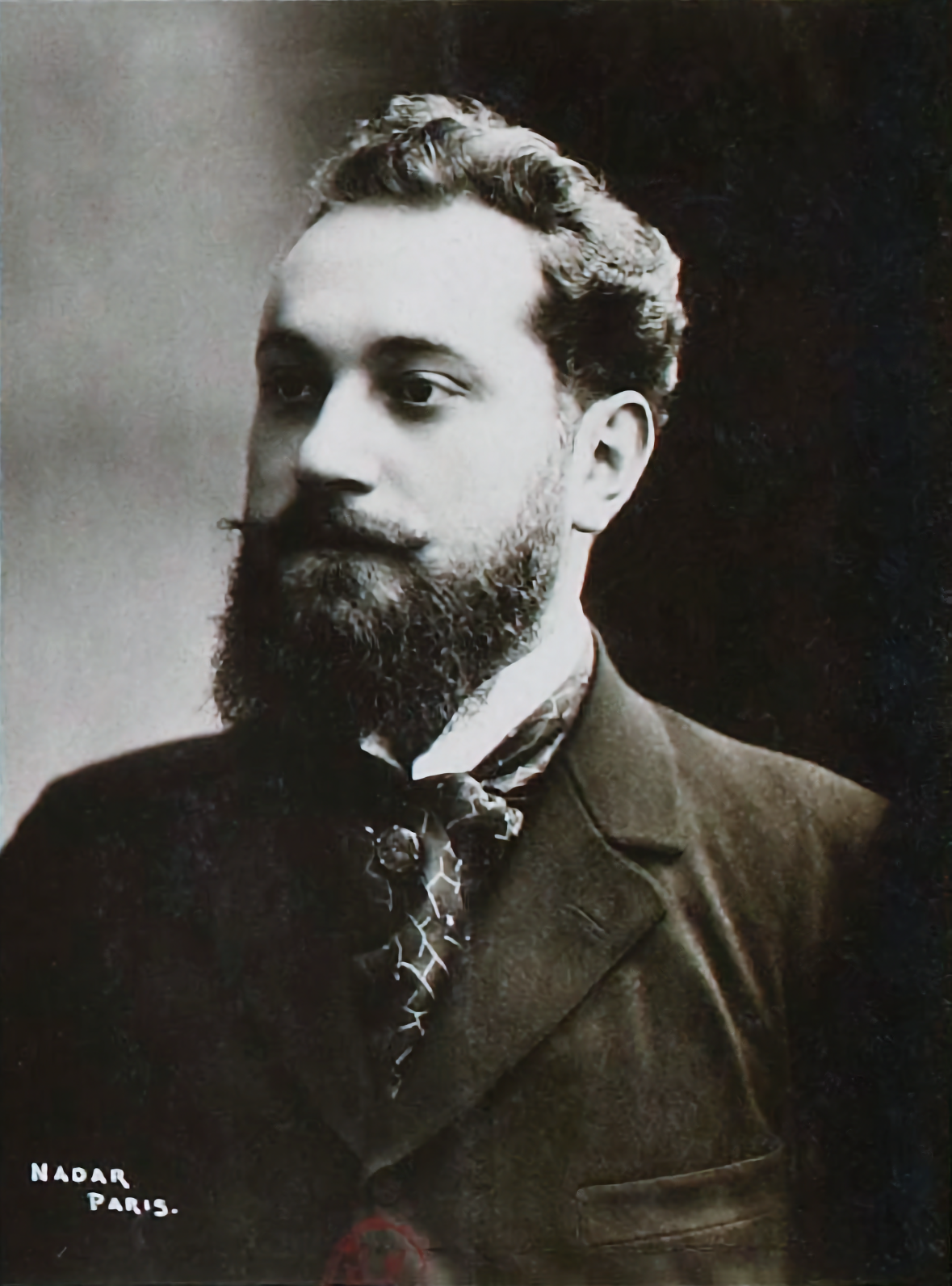
Albert Guillaume (1908)

Albert André Guillaume (* 14. Februar 1873 in Paris; † 10. August 1942 in Faux) war ein französischer Genremaler, Plakatkünstler, Illustrator und Karikaturist.
Albert Guillaume wurde als Sohn des Architekten Edmond Guillaume geboren. Er studierte ab 1891 an der École des beaux-arts de Paris bei Jean-Léon Gérôme.
Er malte meist satirische Szenen aus dem Leben der Pariser Bourgeoisie.
Er illustrierte Bücher, lieferte auch Zeichnungen, meist Karikaturen, an Zeitschriften, wie „Gil Blas“, „Le Sourire“, „Le Rire“, „Le Frou-Frou“, „L’Assiette au beurre“, „Le Figaro“ und „Le Pays de France“.
Er schuf auch Plakate im Stil von Jules Chéret für Theater und Werbung.
Er zeigte seine Werke ab 1899 auf dem Salon der Société des Artistes Français.
Anlässlich der Weltausstellung Paris 1900 schuf er gemeinsam mit seinem Bruder Henri das „Théâtre des Bonshommes Guillaume“, eine Reihe satirischer Puppen bekannter damaliger Persönlichkeiten, mit einer akustischen Begleitung mittels eines Phonographen. Das wurde mit einer Bronzemedaille prämiert.
Guillaume verbrachte die letzten Jahre seines Lebens in dem Dorf Faux in der Dordogne, wo er 1942 starb.